# Сойчук Руслана Леонідівна
Сойчук Руслана Леонідівна — український науковець, доктор педагогічних наук, професор, завідувач кафедри педагогіки початкової освіти,  Рівненського державного гуманітарного університету.

## Освіта
- Закінчила Рівненський державний педагогічний інститут за спеціальністю «Педагогіка та методика початкового навчання» та здобула кваліфікацію вчителя початкових класів.
- 2013–2016 роки навчалася у докторантурі Інституту проблем виховання Національної академії педагогічних наук України.
- З 01.06.2016 по 30.11.2016 року пройшла стажування у Міжнародному інституті інновацій «Освіта-наука-розвиток» (МІІ) (м. Варшава, Республіка Польща) за підтримки навчальної організації «Європейський форум права та освіти» (EFPE) (обсягом 150 годин) з отриманням відповідного міжнародного сертифікату.
- У 2018 році отримала сертифікат з мовної освіти – рівень В2 з польської мови в Університеті економіки (WSG) (м. Бидгощ, Республіка Польща).

## Науковий ступінь, вчене звання
- У 2003 році захистила дисертацію на здобуття наукового ступеня Кандидата педагогічних наук, зі спеціальності 13.00.01 – загальна педагогіка та історія педагогіки (тема «Реформування змісту трудового навчання в об’єднаній школі Великої Британії в 70-90-ті роки ХХ ст.», науковий керівник доктор педагогічних наук, професор Лісова Світлана Валеріївна).
- У 2005 році відповідно до рішення Атестаційної колегії Міністерства освіти та науки України присвоєно вчене звання Доцента кафедри теорії і методики виховання (протокол №4/44-Д від 19.10.2005).
- У 2017 році захистила дисертацію на здобуття наукового ступеня Доктора педагогічних наук, зі спеціальності 13.00.07 – теорія і методика виховання (тема «Теоретико-методичні засади виховання національного самоствердження в учнівської молоді», науковий консультант дійсний член Національної академії педагогічних наук України, доктор психологічних наук, професор, заслужений діяч науки і техніки України – Бех Іван Дмитрович).
- У 2020 році відповідно до рішення Атестаційної колегії Міністерства освіти та науки України від 26.02.2020 року присвоєно вчене звання  Професора  кафедри педагогіки початкової освіти (АП № 001613).

## Професійний шлях
- З 1994 по 1999 роки працювала у загальноосвітній школі №2 міста  Рівного.
- З 1999 року працювала у Рівненському державному інституті культури, надалі – Рівненському державному гуманітарному університеті.
- З 01.09.2000 по 05.04.2004 роки працювала на посадах викладача, старшого викладача кафедри теорії і методики виховання Рівненського державного гуманітарного університету.
- З 06.04.2004 р. – 31.08.2013 р. – доцент кафедри теорії і методики виховання Рівненського державного гуманітарного університету.
- З 31.08.2013 по 31.08.2016 роки – докторантка Інституту проблем виховання  Національної академії педагогічних наук України.
- З 01.09.2016 р. – доцент кафедри теорії і методики виховання Рівненського державного гуманітарного університету.
- З 2017 по 2018 роки працювала на посаді молодшого наукового співробітника Науково-методичного центру інноваційних технологій виховного процесу  Національної академії педагогічних наук України при Рівненському державному гуманітарному університеті.
- З 02.01.2018 р. – професор кафедри теорії і методики виховання Рівненського державного гуманітарного університету.
- З 23.11.2018 р. – по теперішній час – професор, завідувач кафедри педагогіки початкової освіти Рівненського державного гуманітарного університету.
- З 2019 року очолила Освітньо-ресурсний центр Рівненського державного гуманітарного університету; почала працювати на посаді заступника голови Навчально-методичної ради Рівненського державного гуманітарного університету.

## Основні дисципліни
«Основи педагогічних досліджень», «Теорія і практика навчання педагогіки у закладі вищої освіти», «Актуальні проблеми освіти», «Педагогічна компаративістика і міжнародна освіта», «Освітні технології у вищій школі».

## Сфера наукових інтересів
дослідження стану національно-патріотичного виховання дітей та молоді, реалізації державної молодіжної політики, актуальних проблем освіти, професійної підготовки педагогів у контексті реформування Нової української школи, формування національної ідентичності особистості майбутніх педагогів.

## Наукові винаходи
4 свідоцтва про реєстрацію авторського права на твори.

## Відзнаки
Відзнаки та нагороди: Грамота Рівненського державного гуманітарного університету; Грамота Рівненського державного гуманітарного університету «Науковець РДГУ-2011»; Почесна грамота Рівненського державного гуманітарного університету; Лауреатський Диплом «Золота Фортуна» Міжнародний академічний рейтинг популярності; Подяка Глухівського національного педагогічного університету ім. Олександра Довженка; Найвища почесна відзнака «Святої Праведної Анни» на шийній стрічці І ступеня Української православної церкви Київського Патріархату; Почесна грамота Рівненської міської ради і виконавчого комітету; Почесна грамота Всеукраїнської професійної спілки працівників сфери вищої освіти; Почесна грамота Рівненського державного гуманітарного університету; Почесна грамота Національної служби посередництва і примирення; Почесна грамота Рівненської обласної державної адміністрації; Почесна грамота  Національної академії педагогічних наук України; Подяка  Національної академії наук України; Почесна грамота Рівненської обласної ради та пам’ятний знак; Подяка  Міністерства освіти і науки України; Почесна грамота Верховної Ради України та нагрудний знак; Орден Святої Рівноапостольної Княгині Ольги Помісної Української Православної Церкви.

## Громадська робота
Заступник Голови Рівненського осередку Всеукраїнської громадської організації «Всеукраїнська асамблея докторів наук з державного управління».

## Наукові та методичні праці
Автор понад 150 наукових (у тому числі понад 20 статей у наукометричних базах Scopus, Web of Science та Index Copernicus) та методичних праць.

### Монографії
1.	Тамара Дмитрівна Дем’янюк: наукова педагогічна школа / А. М. Воробйов, Г. П. Кособуцька, Р. Л. Сойчук. Рівне: РДГУ, 2012. 402 с.
2.	Сойчук Р. Л. Виховання національного самоствердження в учнівської молоді : монографія. Рівне : О. Зень, 2016. 416 с.
3.	Сойчук Р. Проблема виховання національного самоствердження в учнівської молоді: сучасний вимір / Innovative processes in education : collective monograph. Lodz, Poland : AMEET Sp. z o.o., 2017. Р. 199–217.  
4.	Сойчук Р. Л. Виховання національного самоствердження в учнівської молоді: теоретико-прикладний аспект / Інноватика у вихованні: теоретико-прикладний аспект : монографія / Баліка Л.М., Бісовецька Л. А., Бричок С. Б., Гриневич М. Н., Петренко О. Б., Сойчук Р. Л. та ін.; за наук. ред. О. Б. Петренко. Рівне : О. Зень, 2017. С. 85-122. 
5.	Сойчук Р. Л. Проблема виховання національного самоствердження учнівської молоді крізь призму взаємодії «педагоги-батьки-діти». Topical issues of pedagogy: Collective monograph. Edizioni Magi, Roma, Italia, 2019. P. 190-214.
6.	Сойчук Р. Л. Погляд на проблему формування національної ідентичності майбутніх учителів: виховний аспект / Професійна підготовка майбутніх педагогів: теорія та практика : монографія / Боровець О. В., Бричок С. Б., Веремчук А.П., Гудовсек О. А., Колупаєва Т. Є., Міщеня О. М., Сойчук Р. Л., Третяк О. М., Шевців З. М., Яковишина Т. В.; за наук. ред. Р. Л. Сойчук. Рівне: О.Зень, 2020. С.7-24.
7.	Сойчук Р. Л. Формування лідерських якостей учнів початкової школи: погляд на проблему/ Pedagogy : Theory, Science and Practice : Collective monograph. Yunona Publishing, New York, USA, 2020. Pp. 34−51.

### Навчальні посібники
1.	Молодіжний рух на Україні: теорія і практика. Рівне: РДГУ, 2005. 158 с.
2.	Трудове навчання у Великій Британії: історико-педагогічний аспект. Рівне: РДГУ, 2005. 246 с.
3.	Національне виховання: теорія і практика. Рівне: РДГУ, 2010. 250 с.
4.	Виховання національного самоствердження в учнівської молоді: теорія і методика. Рівне : О. Зень, 2015. 288 с.
5.	Через національне самоствердження до процвітання / Сойчук Р. Л., Регула Т. А., Береговська Н. О. Рівнен. держ. гуманіт. ун-т.  Київ; Рівне; Шепетівка : О. Зень, 2017. 208 с.
6.	Основи науково-педагогічних досліджень.  Рівне: РДГУ. 2020. 130 с.